# 1980年夏季残疾人奥林匹克运动会西德代表团
1980年夏季残疾人奥林匹克运动会西德代表团是西德派出的1980年夏季残疾人奥林匹克运动会代表团。获得68枚金牌、48枚银牌和46枚铜牌。